# Panamanthus panamensis
Panamanthus panamensis är en tvåhjärtbladig växtart som först beskrevs av Rizz., och fick sitt nu gällande namn av J. Kuijt. Panamanthus panamensis ingår i släktet Panamanthus och familjen Loranthaceae. Inga underarter finns listade i Catalogue of Life.